# Akhchadepe
Akhchadepe (Akdzhadepe, Akdz̄adepe, Akhcha-Tepe persisch آقچه‌تپه) ist ein Ort in der Provinz Ahal in Turkmenistan.

## Geographie
Akhchadepe liegt auf einer Höhe von 322 m in der Ebene am Fuße der Bergkette die Turkmenistan und Iran trennt, nur etwa 20 km nördlich der Grenze zu Iran, zusammen mit Chaacha. Der Ort liegt am Ende einer Straße, die von Dushak (Duşak) im Norden herkommt.  Der nächste Ort im Norden ist Miana (Mäne).

## Klima
Nach dem Köppen-Geiger-System zeichnet sich Akhchadepe durch ein heißes Wüstenklima mit der Kurzbezeichnung BWh aus.
Die Winter sind kühl, die Sommer sehr heiß. Niederschlag kommt nur gering und selten, vor allem in den Herbst- und Winter-Monaten.